# Hochfinanz
Die Hochfinanz bezeichnet eine Gruppe im Establishment, die aufgrund ihres wirtschaftlichen Einflusses politische Macht angehäuft hat und diese hauptsächlich über private Banken ausübt.
Die antisemitisch konnotierte Behauptung, es gäbe eine „Diktatur der Hochfinanz“, ist unter Rechtsextremen  verbreitet.

## Geschichte der Begriffe
Ursprünglich gemeint war die politische Einflussnahme von Finanzgrößen (Finanzoligarchie) in der ersten Hälfte des 19. Jahrhunderts, während der Restauration der Bourbonen in Frankreich und besonders unter König Ludwig Philipp.

## Verwendung im rechten Extremismus

Einband des Buchs Kampf gegen die Hochfinanz von Gottfried Feder, 6. Auflage 1935

Begriffe wie Hochfinanz wurden im deutschen Sprachraum ab den 1920er Jahren verwendet, um vornehmlich jüdische Bankiers zu diffamieren. Gemäß diesen Vorstellungen handelt es sich um eine organisierte Gruppe, die hauptsächlich durch Familienverwandtschaft miteinander verbunden sei. Am bekanntesten ist die Bankiersfamilie Rothschild. Als Kampfbegriff wurde „Hochfinanz“ zu einem festen Bestandteil der antisemitischen Propaganda über eine angebliche jüdische Weltverschwörung, wie sie die Protokolle der Weisen von Zion, ein erstmals 1905 erschienenes Pamphlet, das angebliche jüdische Pläne zur Erringung der Weltherrschaft vorstellte, verbreitete. Die Annahme einer solchen Verschwörung half, den Widerspruch zu erklären, dass sowohl die Hochfinanz als auch der Bolschewismus angeblich jüdisch kontrolliert wären.
Der spätere nationalsozialistische Wirtschaftstheoretiker Gottfried Feder unterschied in seinem erstmals 1919 erschienenen Buch Kampf gegen die Hochfinanz zwischen „schaffendem“ und „raffendem“ Kapital, also zwischen dem produzierenden Gewerbe und dem Finanzsektor, den er mit dem Judentum assoziierte. Weil sich die Kapitalakkumulation in der Industrie verlangsamte, im Finanzsektor aber nicht, sah er eine neue „mammonistische“ Weltordnung voraus, in der die Souveränität der Staaten durch eine geheime internationale Geldmacht zerschmettert würde. Namentlich in Deutschland würde diese „Goldene Internationale“ Industriekapital, Arbeiter und Steuerzahler versklaven. Dagegen empfahl er die „Brechung der Zinsknechtschaft“: Die Banken sollten verstaatlicht, alle internationalen Finanzbeziehungen abgebrochen und ein zinsloses Freigeld eingeführt werden.
Die „internationale“ bzw. „verjudete Hochfinanz“ war ein häufiges Schlagwort in der NS-Propaganda. Die als jüdisch imaginierte Hochfinanz und ihre vermeintliche „Diktatur“ sind noch heute Schlüsselbegriffe für Rechtspopulisten und Rechtsextreme.

## Journalismus in der Gegenwart
Insbesondere nach der Finanzkrise ab 2007 findet der Begriff inzwischen wieder in der Öffentlichkeit Verbreitung.
Obgleich der Begriff ein gängiges Schlagwort in den Medien wurde, war damit keine bestimmte politische Aussage verbunden; allerdings konzentrierte sich die Sichtweise oft auf Banken mit Sitz in der Wall Street.

## Moderne Geschichtsforschung
Der Wirtschaftshistoriker Wolfgang von Stromer machte in den 1970er Jahren den Ausdruck zum Schlüsselbegriff eines Forschungskonzeptes des Mittelalters, besonders von Oberdeutschland und der Stauferzeit, wie auch der Hanse. Er untersuchte die besonderen Beziehungen städtischer Finanz- und Wirtschaftseliten zu Macht- und Entscheidungsträgern der Reichspolitik. Stromer betrachtete dabei die gezielte Beeinflussung politischer Entscheidungen, meist in Form von Krediten, zur Durchsetzung bzw. Absicherung eigener wirtschaftlicher Interessen oder zur Erlangung und Steigerung von Macht und Prestige.
Stromer wies nach, dass der Wittelsbacher Ruprecht III. von der Pfalz seinen Italienfeldzug 1401 mit Hilfe oberdeutscher Geldleute, die wiederum mit den Medici und anderen Florentiner Financiers zusammenarbeiteten, durchgeführt hatte. Europäische Geldgeber hatten auch das Lösegeld für Richard Löwenherz aufgebracht. Den Beginn der Phänomene Hochfinanz und Korruption macht er an der Durchsetzung der Geldwirtschaft im Abendland ab dem zweiten Kreuzzug (1147–1149) fest.
Richard Ehrenberg untersuchte die Zusammenhänge 1896 für die schwäbische Familie Fugger.